# JSフードシステム
株式会社JSフードシステム（英: JS FOOD SYSTEM INC.）は、飲食事業、及び海産物の製造販売をする神奈川県小田原市に本社を置く日本の企業。

## 概要
- 2005年創業。神奈川県小田原市、箱根町で飲食店(小田原魚河岸でん、漁師の浜焼 あぶりや、豊島鰻寮 一月庵、箱根自然薯の森 山薬、地魚回転すし 小田原港、じねんじょ蕎麦 箱根 九十九、海鮮丼屋 小田原 海舟 本店、地魚と自然薯料理 海山、牛なべ 右近)を経営。2019年には「かながわSDGsパートナー」として登録。2020年には「おだわらSDGsパートナー」として登録された[1]。
- 2023年より、小田原市の民間提案制度に基づく市有物件の民間貸付事業として、国登録有形文化財である「旧豊島邸」を利活用するかたちで「豊島鰻寮 一月庵(としままんりょう いちげつあん)」を運営を開始[2]。さらに2024年から、同じく国登録有形文化財で、旧小田原城三の丸外郭土塁に立地する「清閑亭」（侯爵・黒田長成の旧別邸）を利活用し「小田原別邸料理 清閑亭」として運営を開始した[3]。

## 沿革
- 2005年12月 神奈川県小田原市に JUNフードシステム 設立、鴨宮巡礼街道に つけ麺処 くっちゃいな鴨宮店 を開店
- 2007年11月 小田原駅前に お気軽酒場 でん を開店
- 2007年12月 株式会社JSフードシステム に社名変更
- 2008年8月 水産事業部設置(水産卸業開始)
- 2009年12月 神奈川県小田原市鴨宮に 十勝屋 を開店
- 2011年3月 魚河岸 でん(お気軽酒場 でんより店名変更) を開店
- 2011年9月 小田原駅前 姉妹店 海鮮丼屋 小田原 海舟 本店 を開店
- 2012年10月 小田原漁港に 小田原早川漁村 旨いもの屋台 漁師の浜焼き あぶりや を開店
- 2013年9月 つけ麺処 くっちゃいな 小田原店 を開店
- 2013年10月 神奈川県箱根町宮ノ下に 箱根自然薯の森 山薬 を開店
- 2014年3月 十勝屋 を閉店
- 2015年12月 つけ麺処 くっちゃいな鴨宮店 を閉店
- 2016年1月 つけ麺処 くっちゃいな小田原店 を閉店
- 2016年7月 神奈川県箱根町仙石原に じねんじょ蕎麦 箱根 九十九 を開店
- 2016年10月 小田原早川漁村 漁師の浜焼あぶりや ららぽーと湘南平塚店 を開店
- 2016年11月 小田原魚河岸 でん ダイナシティ店 を開店
- 2017年3月 静岡ゴールデン横丁内に 三代目魚寅 鉄板２８号 を開店
- 2018年11月 ネットショップ 箱根湘南美味しんぼ倶楽部 を開設
- 2019年2月 静岡ゴールデン横丁内の 三代目魚寅 鉄板２８号 を閉店
- 2019年7月 大磯プリンスホテル内に 地魚と自然薯料理 海山 を開店
- 2019年12月 神奈川県箱根町湯本に 牛なべ 右近 を開店
- 2020年1月 小田原駅前 魚魚屋 半兵衛 を開店
- 2020年6月 小田原魚河岸 でん ダイナシティ店 を閉店
- 2021年2月 株式会社JSフードシステム が 株式会社さがみ を吸収合併
- 2022年1月 小田原駅前 魚魚屋 半兵衛 を閉店
- 2022年5月 小田原漁港 地魚回転すし 小田原港 を開店
- 2022年8月 神奈川県箱根町宮城野に 自然薯農家レストラン 山薬 宮城野本店 を開店
- 2023年1月 小田原早川漁村 漁師の浜焼あぶりや ららぽーと湘南平塚店 を閉店
- 2023年2月 小田原市の民間提案制度に基づく市有物件の民間貸付事業として、国登録有形文化財である「旧豊島邸」を利活用するかたちで 「豊島鰻寮 一月庵(としままんりょう いちげつあん)」 を開店
- 2023年10月 海鮮丼屋 小田原 海舟 本店 を閉店
- 2023年11月 小田原アジフライセンター 磯のや を開店
- 2024年3月 小田原市の民間提案制度に基づく市有物件の民間貸付事業として、国登録有形文化財である「清閑亭」（侯爵・黒田長成の別邸）を利活用し「小田原別邸料理 清閑亭」を開店

## 経営する飲食店
- 小田原魚河岸でん
- 漁師の浜焼 あぶりや
- 箱根自然薯の森 山薬
- 豊島鰻寮 一月庵
- 小田原別邸料理 清閑亭
- 地魚回転すし 小田原港
- じねんじょ蕎麦 箱根 九十九
- 地魚と自然薯料理 海山
- 牛なべ 右近
- 小田原アジフライセンター 磯のや

### その他事業
- JSフードシステム 水産事業部

### グループ会社
- 農業法人 小田原箱根ファーム